# إيدي كوهين
إدوارد حاييم كوهين حلاله (1972-) (بالعبرية: אדי כהן‏) ، والمشهور ب إيدي كوهين ، إعلامي إسرائيلي من يهود لبنان وباحث أول في مركز بيغين السادات للدراسات والابحاث الاستراتيجية ، عرف في الوطن العربي عبر إستقباله في الكثير من المرات على أشهر القنوات الإعلامية العربية وعلى رأسها الجزيرة والعربية، كما ظهرَ كذلك على شاشات وسائل الإعلام الدولية التي تهتمّ بأخبار العالم العربي مثل بي بي سي عربية وفرانس 24 ثم دويتشه فيله وغيرها. وزادت شهرة كوهين بسبب منشوراته «المثيرة للجدل» على مواقع التواصل الاجتماعي والتي يستهدفُ من خلالها العالم العربي.

## النشأة
ولد ايدي كوهين وترعرع في بيروت ثم انتقل هو ووالدته الي إسرائيل ويُقيم حاليا في تل أبيب، ويُعرف عنه كثرة أسفاره حيث يعمل كمحاضر في جامعة دولية كما يُعتبر أحد أبرز وأشهر الإسرائيليين في العالم العربي جنبًا إلى جنب مع أفيخاي أدرعي. يُؤيد إيدي حقّ إسرائيل في الوجود ويعتبره العرب «صهيوني متطرف» بامتياز وذلك بسبب تطرفه نحو الفلسطينيين الذين يعتبرهم محتلي «دولة» إسرائيل.

### البدايات
ينتمي كوهين للأقلية اليهودية في المجتمع اللبناني؛ كانَ والده يعمل مُحاسباً. عاشّ إيدي في منطقة وادي أبو جميل في بيروت. تلقّى تعليمه في مدرسة مسيحية رفقة زملاؤه من المسيحيين لكنّ الأمور تغيرت عقبَ مجيء حزب الله للحياة السياسية في العام 1980. حسب حديث كوهين لبعض وسائل الإعلام؛ فقد عانى الأمرّين حينما كان في لبنان حيث باتَ يُشار إليه باليهودي كما تعرضت نوافذ بيت أسرته للضرب بالحجارة هذا فضلا عن الكثير من الرسومات على جدران المنزل مثل «الموت لليهود» و«إسرائيل هي الشيطان الأصغر وأميركا هي الشيطان الأكبر».

### مرحلة الشباب
بحلول عام 1985، اعتقلت قوات حزب الله 11 لبنانياً يهودياً وحاولت مبادلتهم بأسرى لدى إسرائيل، لكن حين رُفِض هذا قاموا بقتلهم وكان من بينهم والد كوهين السيّد حاييم كوهين حلاله الذي كان يبلغ من العمر 39 عاماً. حينها قرّرت أسرة إيدي مغادرة الدولة البنانية وهذا ما حصل حيث رافقهم كوهين كذلك.

### المسيرة المهنية
تخرج من جامعة بار إيلان وحصلَ على درجة الدكتوراه منها ثم شغلَ في وقت لاحق منصب باحث ومستشار حكومي ومحلل إعلامي في الشأن العربي ، وهو متخصّصُ في الوقت الحالي في العلاقات العربية المشتركة وفي الصراع العربي الإسرائيلي والإرهاب والمجتمعات اليهودية في العالم العربي ، وهو مؤلف كتاب الهولوكوست في نظر محمود عباس.

### في وسائل الإعلام
بدأ كوهين نشاطه على تويتر منذ أكتوبر في العام 2012 وكان يكتفي آنذاك بتغريدات قليلة يستخدم فيها العبرية أو الإنجليزية ويسوق من خلالها لبعض روابط الأخبار التابعة لرئاسة الوزراء الإسرائيلية. تطوّر حسابه شيئًا فشيئًا وزادت شهرته عندما ظهر على الكثير من القنوات العربية. حينها تحوّل للتغريد باللغة العربية وحاولَ التركيز على كل ما يهمّ المواطن العربي هذا فضلا عن مواضيع إسرائيل.

#### الخلاف مع ضاحي خلفان والتصالح
بحلول شهر أغسطس من عام 2018؛ ركّز إيدي في منشوراته وتغريداته على دولة الإمارات العربية المتحدة. هذا الأمر دفعَ بنائب رئيس الشرطة والأمن العام هناك ضاحي خلفان للردّ على كوهين الذي استشفّ من أن خلفان قد غيّر خطابه فجأة، في حين قال الأخير إن إسرائيل تريد دمار العالم العربي. بدأ كوهين يهدّد خلفان بكشف أسرار من قبيل الادّعاء بضلوعه في اغتيال القيادي في حركة حماس محمود المبحوح في العام 2010 وقوله إن خلفان زار إسرائيل مراراً وابتاع كاميرات مراقبة من هناك وأنه أقام في فندق قريب من الكنيست الإسرائيلي وما إلى ذلك من اتهامات. توصلت سلسلة تهديدات كوهين لضاحي حيث أكّد عليه أنه في حال كَتَبَ أي إهانة أخرى لإسرائيل فسيُخرج كل تلك الدلائل للعيان، داعياً إياه لمواجهة علنية على أي قناة يختارها. لكن وفي المقابل فقد اعتبَر خلفان أن كوهين شخصية وهمية تابعة لدولة قطر ليعاجله كوهين بنشر فيديو له من مقهى في تل أبيب وهو يتحدث فيه عن الأمر. اعتذر كوهين لخلفان بعد اتفاق تطبيع العلاقات بين الإمارات العربية المتحدة وإسرائيل.

#### الخلاف حول ملك الأردن
نشرَ إيدي كوهين ما يزيد على أربعين تغريدة حول الشأن الأردني؛ حيث تساءلَ من خلال وسم أين الملك؟ عن غياب الملك الأردني في إجازته السنوية المعتادة. كما يصفه البعض بأنهُ «صانع الإشاعات»